# Тонетто, Макс
Макс Тонетто (итал. Max Tonetto; 18 ноября 1974, Триест) — итальянский футболист, левый защитник.

## Карьера

### Игровая
Макс Тонетто начал свою карьеру в любительском клубе «Сан-Джованни», затем он перешёл в клуб «Реджана», в котором правда, на поле не выходил. Затем Тонетто мотался по арендам, сначала в клубе «Фано», затем в «Равенне», наконец в 1995 году Тонетто вернулся в «Реджану» и дебютировал в клубе 15 сентября 1996 года. Затем футболист перешёл в клуб «Эмполи», где стал одним из лидером команды, им заинтересовался итальянский гранд — «Милан», но не проведя ни одного матча за миланскую команды Тонетто покинул ряды «россонери» и ушёл играть в «Болонью», сначала на правах аренды, а затем уже став полноценным игроком клуба. Из «Болоньи» Тонетто тоже был отдан в аренду в клуб «Лечче», в котором он задерживается надолго, а в 2003 году Тонетто стал капитаном клуба. В 2004 году Тонетто переходит в клуб «Сампдория», соблазнившись на хороший контракт в клубе, там он играет не на своей привычной позиции, а на месте центрального защитника. В мае 2006 года, после окончания контракта с «Сампдорией», Тонетто переходит в клуб «Рома», с которым подписывает контракт до 2008 года, а затем переподписывает соглашение. 11 марта 2009 года Тонетто совершает страшную ошибку — в тяжелом матче 1/8 финала Лиги чемпионов он промахивается по воротам в серии пенальти и этот промах вывел в четвертьфинал турнира соперника «Ромы» — лондонский «Арсенал», после игры Тонетто принёс болельщикам клуба свои извинения.

### Международная
28 марта 2007 года Тонетто впервые был вызван в сборную Италии на матч с командой Шотландии, но на поле в той игре не вышел, а 2 июня того же года сыграл свой первый матч в составе сборной против команды Фарерских островов.

## Достижения
- Обладатель Кубка Италии: 2007, 2008
- Обладатель Суперкубка Италии: 2007